# Aktiengesellschaft (Schweiz)
Die Aktiengesellschaft (kurz AG) (französisch Société Anonyme (SA), italienisch Società anonima, rätoromanisch Societad anonima) ist im schweizerischen Gesellschaftsrecht eine Rechtsform einer Kapitalgesellschaft. Die gesetzlichen Grundlagen über die Aktiengesellschaft werden im Obligationenrecht (OR) in den Artikeln 620 bis 763 behandelt. Die Zahl der Aktiengesellschaften ist weiter zunehmend – per 1. Januar 2019 waren es in der Schweiz 218'026 AGs.
Spezialgesetzliche Aktiengesellschaft werden in der Schweiz Aktiengesellschaften genannt, die auf öffentlichem Recht basieren. In weiten Teilen stimmen diese mit der privatrechtlichen Aktiengesellschaft überein.

## Gründung

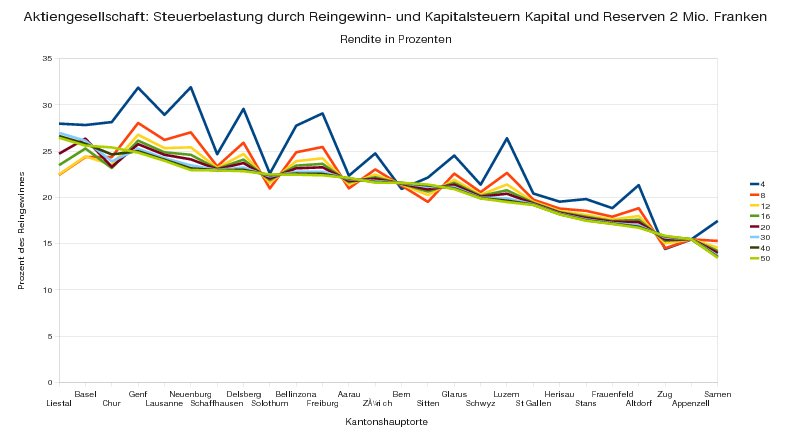
Aktiengesellschaft Kapital und Reserven 2000K Franken – Reingewinn- und Kapitalbelastung durch Kantons-, Gemeinde- und Kirchensteuern sowie direkte Bundessteuer insgesamt in Prozenten des Reingewinnes 2007

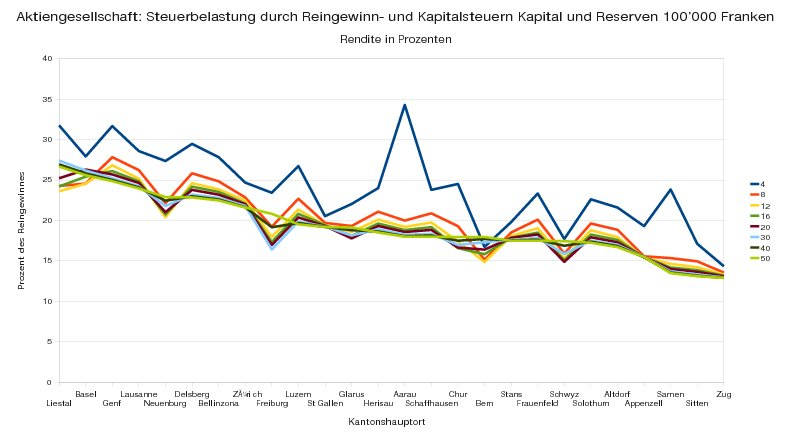
Aktiengesellschaft Kapital und Reserven 100K Franken – Reingewinn- und Kapitalbelastung durch Kantons-, Gemeinde- und Kirchensteuern sowie direkte Bundessteuer insgesamt in Prozenten des Reingewinnes 2007

Zur Gründung einer AG benötigt man ein Aktienkapital von mindestens 100'000 Franken (Art. 621 OR), wobei mindestens 20 % bzw. in jedem Fall mindestens 50'000 Franken in Form von Bargeld oder Sacheinlagen (qualifizierte Gründung) unmittelbar vorhanden sein müssen (Art. 632 OR). Der fehlende Teil des Aktienkapitals muss als «nicht einbezahltes Aktienkapital» bilanziert werden, wobei dies nur bei Namenaktien möglich ist. Inhaberaktien müssen vollumfänglich liberiert (= einbezahlt) werden.
Das Aktienkapital kann als Inhaberaktien und/oder als Namenaktien ausgegeben werden. Der Nennwert einer Aktie muss mindestens einen Rappen betragen (Art. 622 OR).
Der Name der Gesellschaft (wird als Firma bezeichnet) muss schweizweit einmalig sein (Art. 951 OR). In der Firma muss die Rechtsform (AG) angegeben sein (Art. 950 OR). Das Eidgenössische Amt für das Handelsregister (EHRA) legt die detaillierten Voraussetzungen der Firma fest und prüft diese bei der Eintragung im Handelsregister.
Die Errichtung erfolgt durch die Erstellung einer öffentlichen Urkunde, in der die Statuten, die einzelnen Einlagewerte und die Organe zum Gründungszeitpunkt festgehalten werden (Art. 629 OR). Erst mit dem Eintrag ins Handelsregister gilt eine AG als entstanden – vorher existiert sie als einfache Gesellschaft mit deren Haftungsbedingungen.
Die gesetzlichen Bestimmungen zur Gründung sind im Obligationenrecht Art. 629 bis 635 geregelt.
Bei der Gründung einer Aktiengesellschaft fallen für die Ausfertigung der Urkunde samt Statuten je nach Komplexität und Aufwand des Notars ungefähr 1000 Franken an Kosten an. Für die Eintragung im Handelsregister fallen sodann noch Gebühren nach der Verordnung über die Gebühren für das Handelsregister (SR 221.411.1) von ungefähr 850 Franken an.

## Organe
Die Organe der AG sind die Generalversammlung (GV), der Verwaltungsrat (VR) und die Revisionsstelle. Anders als beispielsweise in Deutschland (Vorstand) ist die Geschäftsführung bzw. -leitung in der Schweiz kein Organ der Gesellschaft. Hingegen können freiwillig weitere (fakultative) Organe ernannt werden, z. B. ein Aufsichtsrat.

### Generalversammlung
Die Generalversammlung (GV), vergleichbar mit der Hauptversammlung, ist das höchste Organ der Aktiengesellschaft und besteht aus allen Aktionären. Die GV kann:
- die Statuten ändern
- Verwaltungsrat und Revisionsstelle wählen
- Jahresbericht und Konzernrechnung abnehmen mit Entlastung des Verwaltungsrats
- über die Verwendung des Jahresgewinnes und Festsetzung der Dividende bestimmen
- weitere Beschlüsse, die durch Gesetz oder Statuten der GV vorbehalten sind, fällen

Die gesetzlichen Bestimmungen zur GV sind in OR 698–706 geregelt. Eine Besonderheit des schweizerischen Aktienrechts ist z. B. die Beschränkung der Übertragbarkeit des Stimmrechts auf namentlich eingetragene Aktionäre und den Lebenspartner.
Das Stimmrecht an der GV bemisst sich ohne anderslautende statutarische Regelung am Verhältnis des Nennwerts der dem einzelnen Aktionär gehörenden Aktien. Es ist bei grösseren Unternehmungen in aller Regel sehr ungleich unter die einzelnen Teilhaber verteilt – je nach Höhe des jeweiligen Kapital-Anteils (s. Grossaktionär). Gemäss Gesetz können allerdings die Statuten stets «die Stimmenzahl der Besitzer mehrerer Aktien beschränken».
Die Generalversammlung der schweizerischen Aktiengesellschaften wurde im Frühling 2020 angesichts der COVID-19-Pandemie, gestützt auf die COVID-19-Verordnungen des Bundesrats, mit elektronischen Mitteln durchgeführt. Im neuen Aktienrecht vom 19. Juni 2020 werden elektronische und virtuelle Generalversammlungen (ohne Tagungsort) im Obligationenrecht geregelt.

### Verwaltungsrat
Der Verwaltungsrat (VR) besteht aus einem oder mehreren Mitgliedern.
Der VR einer AG besitzt laut Art. 716a OR unübertragbare Aufgaben. Die wichtigsten sind Supervision (Oberaufsicht), Strategien (Leitung der Organisation), Systeme (Festlegung der Organisationsform, Rechnungswesen etc.) und Personelles (Ernennen und Abberufen der Geschäftsleitung).
Die gesetzlichen Bestimmungen zum VR sind in OR 707–726 geregelt.

### Revisionsstelle
Die Revisionsstelle prüft, ob Buchhaltung, Jahresrechnung und der Antrag an die GV zur Verwendung des Jahresgewinnes mit Gesetz und Statuten konform sind. Dabei hat sie von Gesetzes wegen vollständige Einsicht in alle Geschäftsunterlagen. Von ihren Erkenntnissen erstellt sie einen Bericht, der jeweils an der GV vorgelegt wird.
Die Revisoren müssen vom VR und einem Mehrheitsaktionär unabhängig sein. Für börsennotierte AGs sind spezielle Befähigungen des Revisors vorgeschrieben.
Die gesetzlichen Bestimmungen zur Revisionsstelle sind in OR 727–731a zu finden.

### Mängel in der Organisation der Gesellschaft
Wenn der Gesellschaft eines der vorgeschriebenen Organe fehlt oder wenn eines dieser Organe nicht rechtmässig zusammengesetzt ist, so kann ein Aktionär, ein Gläubiger oder der Handelsregisterführer dem Richter beantragen, die erforderlichen Massnahmen zu ergreifen (Art. 731b Abs. 1 OR). Das Gericht kann beispielsweise der Gesellschaft unter Androhung ihrer Auflösung eine Frist ansetzen, binnen deren der rechtmässige Zustand in der Organisation oder der Zusammensetzung der Organe wiederherzustellen ist (Art. 731b Abs. 1 Ziff. 1 OR). Sofern notwendig, kann das Gericht das fehlende Organ oder einen Sachwalter ernennen (Art. 731b Abs. 1 Ziff. 2 OR) oder die Gesellschaft auflösen und ihre Liquidation nach den Vorschriften über den Konkurs anordnen. In der Praxis scheint die Erfüllung des Wohnsitzerfordernisses gemäss Art. 718 Abs. 4 OR die grösste Schwierigkeit darzustellen. Laut dieser Norm muss eine Gesellschaft mindestens einen einzelzeichnungsberechtigten Direktor oder Verwaltungsrat mit Wohnsitz in der Schweiz haben. Falls dies nicht gegeben ist, stellt dies einen Organisationsmangel dar.

## Sonderprüfung
Mit einer 1992 ergangenen Revision des Aktienrechts wurde die Stellung der Klein- und Minderheitsaktionäre gestärkt. Alle haben nun ein explizites Recht, an der GV Auskunft über Unternehmensangelegenheiten zu verlangen oder gar eine Sonderprüfung einzufordern. Lehnt die GV letzteres ab, können insgesamt min. 10 Prozent des Aktienkapitals oder alternativ 2 Mio. Franken Nominalwert das zuständige Gericht ersuchen, eine unabhängige Sonderprüfung anzuordnen.

## Ein-Personen-AG
Bis Ende 2007 verlangte das Obligationenrecht für die Gründung einer AG mindestens drei Aktionäre. Sank in der Folge die Zahl der Aktionäre unter drei, so konnte der Richter eine AG auf Begehren eines Aktionärs oder Gläubigers auflösen. Diese Bestimmung über die Auflösung blieb allerdings ein toter Buchstabe. In der Praxis fanden sich in der Schweiz eine grosse Anzahl von sogenannten Ein-Personen-AGs.
Seit 1. Januar 2008 ist die Gründung einer Ein-Personen-AG ausdrücklich zulässig.